# 크리스마스 타임 (쿠리바야시 세이이치로의 노래)
〈크리스마스 타임〉(일본어: クリスマス タイム)은 쿠리바야시 세이이치로가 Barbier라는 이름으로 발표한 싱글이며, 1995년 11월 22일 발매되었다. (CD: JBDJ-1012) 곡의 작사는 사카이 이즈미가, 작곡은 쿠리바야시 세이이치로, 편곡을 우메노 타카노리와 Robbie Kondor가 맡았다. 이 곡은 KBS교토에서 제작한 음악 프로그램의 테마곡으로 사용되기도 했다.
이 곡은 다른 아티스트에 의해 두 차례 발표되었다. 하나는 작사가인 사카이 이즈미 (ZARD)가 셀프 커버한 것으로, 《ZARD BLEND II ~LEAF&SNOW~》에 수록되어 있다. 두 번째는 피아니스트 하네다 히로미가 발표한, 사카이 사후에 ZARD의 곡들을 피아노로 편곡한 음반 《당신을 느끼고 싶어요 ~ZARD Piano Classics~》에 수록됐다.
B 사이드 곡은 〈당신에게로 돌아가고 싶어요〉(あなたに帰りたい 아나타니카에리타이[*])이며, 이 곡은 ZARD가 1994년에 발표한 곡을 셀프 커버한 것으로, 원곡은 정규 음반 《OH MY LOVE》에 수록되어 있다. 원곡과는 조금 다른 점이 있는데, 우선 편곡이 다르며 이 싱글에서는 하야마 타케시가 맡았다. 다른 하나는 일본어로 쓰여진 ZARD의 곡과는 달리 이 싱글에 수록된 것은 영문으로 번역되어 불렸다.

## 수록곡
| #            | 제목                                                  | 작사                      | 작곡                  | 편곡                            | 재생 시간 |
| ------------ | ----------------------------------------------------- | ------------------------- | --------------------- | ------------------------------- | --------- |
| 1.           | 〈〈크리스마스 타임〉〉 (クリスマス タイム)           | 사카이 이즈미             | 쿠리바야시 세이이치로 | 우메노 타카노리 / Robbie Kondor | 4:41      |
| 2.           | 〈〈당신에게로 돌아가고 싶어요〉〉 (あなたに帰りたい) | 사카이 이즈미 (번역: AMY) | 쿠리바야시 세이이치로 | 하야마 타케시                   | 4:47      |
| 3.           | 〈〈크리스마스 타임〉〉 (Original Karaoke)            |                           |                       |                                 | 4:40      |
| 4.           | 〈〈당신에게로 돌아가고 싶어요〉〉 (Original Karaoke) |                           |                       |                                 | 4:45      |
| 총 재생 시간 | 총 재생 시간                                          | 총 재생 시간              | 총 재생 시간          | 총 재생 시간                    | 18:53     |